# LP-3322
La LP-3322, o Carretera de Mollerussa a Linyola, és una carretera antigament anomenada provincial, actualment gestionada per la Generalitat de Catalunya. La L correspon a la demarcació de Lleida, i la P al seu antic caràcter de carretera provincial. Discorre pels termes municipals de Mollerussa, Golmés, Vila-sana, el Poal i Linyola de la comarca del Pla d'Urgell, i Bellcaire d'Urgell, de la de la Noguera.

## Mollerussa
Té l'origen en el nucli urbà de Mollerussa, a la carretera N-II, actualment Carrer de Ferrer i Busquets, d'on arrenca cap al nord pel Carrer de la Creu, agafa un curt trencall per anar cap al Carrer del Carme, pel qual travessa el Carrer de Prat de la Riba i les vies del Ferrocarril de Barcelona a Lleida a l'extrem de ponent de l'Estació de Mollerussa. Travessades les vies del tren, torç cap a llevant seguint el Carrer de la Indústria, fins que troba al nord un punt giratori, deixant al sud el cos principal de l'estació del ferrocarril. Al punt giratori, emprèn cap al nord, travessant el Polígon industrial Estació, i passant per davant del cementiri municipal, que queda a llevant de la carretera, i de seguida després deixa el terme de Mollerussa i entra en el de Golmés.

## Golmés
El pas per l'extrem nord-oest del terme de Golmés és curt: 300 metres justos. Quan troba els enllaços amb l'autovia A-2 entra en el terme municipal de Vila-sana.

## Vila-sana
La LP-3322 recorre l'extrem de ponent del terme. Entra pel lloc on travessa per sota de l'autovia A-2 i s'adreça cap al nord. Hi recorre 3 quilòmetres, deixant a ponent el Palau d'Anglesola i a llevant Vila-sana, travessant el Riu Corb cap al final d'aquest tram. Just abans de passar aquest riu, al quilòmetre 3, troba la cruïlla d'on surt, cap al sud-oest, la carretera LV-3321, que mena al Palau d'Anglesola. La cruïlla és al costat de llevant de la caseria de la Novella Baixa. Poc després troba una cruïlla amb una pista rural, la Carrerada del Cap de Terme, que, com indica el seu nom, fa de límit municipal entre Vila-sana i el Poal.

## El Poal
El recorregut dins d'aquest terme és breu i en el seu extrem oriental. Es tracta d'1,2 quilòmetres, en els quals travessa el Canal Auxiliar d'Urgell i troba la cruïlla d'on surt, cap a ponent, la Carretera del Poal. Abans d'arribar a la Séquia del Cap de Terme abandona el terme del Poal i entra en el de Linyola.

## Linyola
El pas pel terme de Linyola és força llarg, ja que el travessa de sud a nord. Al cap d'1 quilòmetre d'haver-hi entrat, travessa la Séquia del Ferran, i al cap de 2,5, arriba al començament de la variant, que passa pel costat de llevant de Linyola i evita el pas per l'interior de la població. L'antic traçat, pel centre de la població, es conserva en la LP-3322a. En poc més de dos quilòmetres, al nord de Linyola, es retroba el traçat antic. En els 2 quilòmetres que encara resten dins del terme municipal de Linyola, la LP-3322 troba, successivament, la Séquia del Poble, lo Desaigüe de Vallfogona, el Canal Auxiliar d'Urgell, la Séquia Segona del Canal d'Urgell i la Canalada. Poc després d'aquest darrer canal la carretera abandona el terme de Linyola i entra en el de Bellcaire d'Urgell.

## Bellcaire d'Urgell
Poc més de dos quilòmetres té aquesta carretera en el terme de Bellcaire d'Urgell. Ressegueix de sud a nord la meitat inferior del sector oriental del terme, fins que arriba a la població de Bellcaire d'Urgell, en 14,3 quilòmetres des de Mollerussa. En el sector sud-est del nucli d'aquest poble, la LP-3322 s'aboca en la carretera C-53.